# Сент-Аман-Монтрон (округ)
Округ Сент-Аман-Монтрон (фр. Arrondissement de Saint-Amand-Montrond) — округ у Франції, в департаменті Шер. 2023 року округ об'єднував 116 муніципалітетів, населення становило 61 591 особу.
Адміністративний центр (супрефектура) — Сент-Аман-Монтрон.

## Муніципалітети
Список муніципалітетів округу та їхні коди INSEE:
1. Апремон-сюр-Альє (18007)
2. Ардене (18010)
3. Арком (18009)
4. Арфей (18013)
5. Баннегон (18021)
6. Бедд (18024)
7. Бессе-ле-Фроманталь (18029)
8. Бле (18031)
9. Брюер-Аллішам (18038)
10. Бузе (18034)
11. Бюссі (18040)
12. Вальне (18270)
13. Веден (18278)
14. Венем (18273)
15. Верне (18276)
16. Верней (18277)
17. Веро (18275)
18. Вільселен (18283)
19. Гроссувр (18106)
20. Ден-сюр-Орон (18087)
21. Древан (18086)
22. Ене-ле-В'єй (18002)
23. Епіней-ле-Флер'єль (18089)
24. Жерміньї-л'Егзам (18101)
25. Живардон (18102)
26. Жуе-сюр-л'Обуа (18118)
27. І-Сен-Рош (18112)
28. Іней (18114)
29. Іньоль (18113)
30. Коломб'є (18069)
31. Контр (18071)
32. Коньї (18068)
33. Коркуа (18073)
34. Корнюсс (18072)
35. Крезансе-сюр-Шер (18078)
36. Круазі (18080)
37. Кур-ле-Барр (18075)
38. Куст (18076)
39. Кюлан (18083)
40. Кюффі (18082)
41. Ла-Герш-сюр-л'Обуа (18108)
42. Ла-Грутт (18107)
43. Ла-Перш (18178)
44. Ла-Селетт (18041)
45. Ла-Сель (18042)
46. Ла-Сель-Конде (18043)
47. Ла-Шапель-Югон (18048)
48. Лантан (18121)
49. Ле-Понді (18183)
50. Ле-Шатле (18059)
51. Ле-Шоте (18062)
52. Ліньєр (18127)
53. Луа-сюр-Арнон (18130)
54. Люньї-Бурбонне (18131)
55. Марсе (18136)
56. Мезонне (18135)
57. Менту-Кутюр (18143)
58. Меян (18142)
59. Монлуї (18152)
60. Морлак (18153)
61. Морне-Беррі (18154)
62. Морне-сюр-Альє (18155)
63. Неві-ле-Барруа (18164)
64. Неї-ан-Ден (18161)
65. Неронд (18160)
66. Нозьєр (18169)
67. Ожі-сюр-Обуа (18017)
68. Омері (18173)
69. Орваль (18172)
70. Орсене (18171)
71. Парне (18177)
72. Превранж (18187)
73. Резе (18193)
74. Ремон (18191)
75. Реньї (18192)
76. Сагонн (18195)
77. Санкуен (18242)
78. Сен-Бодель (18199)
79. Сен-Вітт (18238)
80. Сен-Дені-де-Пален (18204)
81. Сен-Жанврен (18217)
82. Сен-Жермен-де-Буа (18212)
83. Сен-Жорж-де-Пуазьє (18209)
84. Сен-Ілер-де-Гондії (18215)
85. Сен-Кристоф-ле-Шодрі (18203)
86. Сен-Лу-де-Шом (18221)
87. Сен-Мор (18225)
88. Сен-П'єрр-ле-Буа (18230)
89. Сен-П'єрр-лез-Етьє (18231)
90. Сен-Прієст-ла-Марш (18232)
91. Сен-Сатюрнен (18234)
92. Сен-Семфор'ян (18236)
93. Сент-Аман-Монтрон (18197)
94. Сент-Еньян-де-Нуає (18196)
95. Сент-Єр-ан-Ліньєр (18216)
96. Серрюель (18250)
97. Сідьяй (18252)
98. Сользе-ле-Потьє (18245)
99. Тандрон (18260)
100. Том'є (18261)
101. Тортерон (18265)
102. Туше (18266)
103. Уруе-ле-Бурделен (18175)
104. Фавердін (18093)
105. Фарж-Аллішам (18091)
106. Флавіньї (18095)
107. Шаванн (18063)
108. Шалівуа-Мілон (18045)
109. Шамбон (18046)
110. Шарантон-дю-Шер (18052)
111. Шарлі (18054)
112. Шатомеян (18057)
113. Шатонеф-сюр-Шер (18058)
114. Шезаль-Бенуа (18065)
115. Шомон (18060)
116. Юзе-ле-Венон (18268)